# Enoch d'Ascoli
Enoch d’Ascoli (vers 1400 près d’Ascoli Piceno -  vers 1457), est un humaniste que le pape Nicolas V chargea de rechercher des manuscrits grecs et latins pour sa bibliothèque. Il préserva ainsi pour la postérité des textes aujourd'hui classiques, comme le Dialogue des Orateurs de Tacite.

## Biographie
Enoch d’Ascoli fut élève de François Philelphe. Il fut le précepteur des fils de Cosme l'Ancien, puis vers 1440 il partit enseigner à Pérouse, et enfin à Rome. Là, en 1451, le pape Nicolas V lui commanda par une lettre de rechercher pour son compte des manuscrits latins  « perdus par l'injure du temps » (culpa superiorum temporum sunt deperditi) à travers les abbayes d'Allemagne. Le souverain pontife ne faisait pas mystère qu'il comptait ainsi se constituer « une bibliothèque de tous les livres, tant grecs que latins, ouverte aux lettrés et qui soit digne du pape et du Saint Siège. »
En 1455 il racheta à l’abbaye d'Hersfeld le Codex Hersfeldensis (contenant La Germanie, Agricola et le Dialogue des orateurs  de Tacite ainsi que le manuscrit des Grammairiens et Rhéteurs du De virus illustribus  de Suétone). À l’Abbaye de Fulda il fit l'acquisition d’un manuscrit du traité culinaire De re coquinaria d'Apicius.